# José do Patrocínio
José Carlos do Patrocínio, né le 9 octobre 1853 et mort le 29 janvier 1905, est un écrivain et journaliste brésilien.
Connu sous le surnom de O Tigre de Abolição (« Le Tigre de l'abolition »), il est à son époque parmi les partisans les plus connus de l'abolition de l'esclavage au Brésil.
Il occupe la 21e place de l'Académie brésilienne des lettres de 1897 jusqu'à sa mort en 1905.